# Fabrice Sabre
Fabrice Sabre, de son vrai nom Fabrice Barès, est un photographe et réalisateur français né à Angoulême le 3 mai 1974 et résidant à Avignon. Après avoir été photographe officiel du festival off, il est appelé par le festival d'Avignon pour une exposition dans le cadre de la 69e édition du festival d'Avignon. Ses sujets photographiques de prédilection sont le portrait et la femme ("la femme belle, mystérieuse, en souffrance"). Il est également connu pour être le premier Français à avoir bénéficié d'une main bionique,.

## Biographie
C'est le 17 avril 1978 que Fabrice, alors âgé de 4 ans, passe accidentellement sous le tracteur-tondeuse, conduit par son père, qui lui sectionne l'avant-bras le privant  de sa main droite. 
Après des études universitaires (DEUG de droit), il est, durant les années 1996-1997, animateur-radio à France Bleu Vaucluse. Par la suite, il est régisseur technique pour plusieurs théâtres du festival off d'Avignon, avant d'être réalisateur de courts métrages et coréalisateur de documentaires notamment pour France 4. Ce faisant, Fabrice Sabre développe son gout pour la photographie et expose dans diverses galeries d'Avignon et de France. Après avoir été en 2012 et 2013 le photographe officiel d'"Avignon Festival et Compagnie" au festival off d'Avignon, il expose, en 2015, dans le cadre de la 69e édition du festival d'Avignon dans le hall du Théâtre Benoît-XII  - installation intitulée :  La Lumière - ,
En 2013, il prend connaissance qu'une société à Leeds (Royaume-Uni) est pionnière dans la fabrication de Bebionic (en) (prothèses bioniques) et décide de faire appel au financement participatif sur internet,. En deux mois, il obtient plus qu'il n'en faut ce qui lui permet l'acquisition de cette main et fait de lui le premier Français détenteur d'une main bionique,,.
En 2016, il est remarqué pour son exposition Innocents où il traite d'un œil nouveau le handicap physique (et le sien propre) ,.

## Distinctions
- Chevalier de l'ordre des Arts et des Lettres (2021)[16]